# ببه کامبو
ببه کامبو (انگلیسی: Bèbè Kambou؛ زادهٔ ۱ ژوئیهٔ ۱۹۸۲) بازیکن فوتبال اهل بورکینافاسو بود.
از باشگاه‌هایی که در آن بازی کرده است می‌توان به باشگاه فوتبال روآن اشاره کرد. وی همچنین در تیم ملی فوتبال بورکینافاسو بازی کرده است.